# Rune Nordin
Rune Nordin, född 12 juli 1926 i Svingbolsta, Östervåla församling, Uppland, död 5 december 2006 i Stockholm, var en svensk författare, föreläsare och folkbildare. Nordin skrev böcker om arbetarrörelsens historia och ideologi samt diktsamlingar.

## Priser och utmärkelser
- 1980 – ABF:s litteratur- & konststipendium